# Pelecus cultratus
Pelecus cultratus, conosciuto comunemente come chekhon, è un pesce di acqua dolce e salmastra appartenente alla famiglia Cyprinidae.

## Distribuzione e habitat
È un esempio, piuttosto raro, di ciprinide adattato alle acque salmastre. Vive infatti nelle acque, a salinità molto bassa, dei mari Baltico, Nero, d'Azov, Caspio e d'Aral e nei corsi inferiori dei fiumi che vi sfociano. È stato immesso, e si è ottimamente ambientato, nel lago Balaton in Ungheria.

## Descrizione
È un ciprinide inconfondibile, ha infatti il corpo assai appiattito con un'aguzza carena ventrale che lo fa assomigliare ad una lama di coltello. Il profilo del dorso è, a partire immediatamente da dietro la testa, rettilineo fino alla pinna caudale, la pinna dorsale è molto piccola e spostata assai indietro, la pinna anale è, al contrario, assai lunga. Il profilo ventrale è arcuato. Le pinne pettorali sono grandi e falciformi. La linea laterale è sinuosa.

Il dorso è grigio scuro o nero, con riflessi blu, i fianchi argentei ed il ventre bianco, talvolta con riflessi rosa.

Raggiunge i 60 cm per 3,5 kg di peso ma mediamente misura circa la metà.

## Alimentazione
Il giovane si ciba soprattutto di insetti caduti in acqua mentre l'adulto cattura soprattutto piccoli pesci.

## Riproduzione
Avviene in primavera estate e di solito vengono risaliti per un certo tratto i fiumi prima di deporre le uova per quanto possa avvenire anche in acqua salmastra. Le uova, galleggianti, vengono trasportate per un tratto dalla corrente prima di schiudersi in 4 o 5 giorni.

## Pesca
Mentre le popolazioni baltiche sono rare e non hanno importanza economica, quelle del mar nero e Caspio alimentano una fiorente attività di pesca con reti ed hanno una considerevole importanza economica. Le carni sono molto apprezzate in Russia, per quanto piene di lische.